# Nature's Valley
Nature's Valley è una località costiera sudafricana situata nella municipalità distrettuale di Eden nella provincia del Capo Occidentale.

## Geografia fisica
Il piccolo centro abitato, a vocazione vacanziera e residenziale, sorge presso la foce del fiume Groot a circa 20 chilometri a est della città Plettenbergbaai.

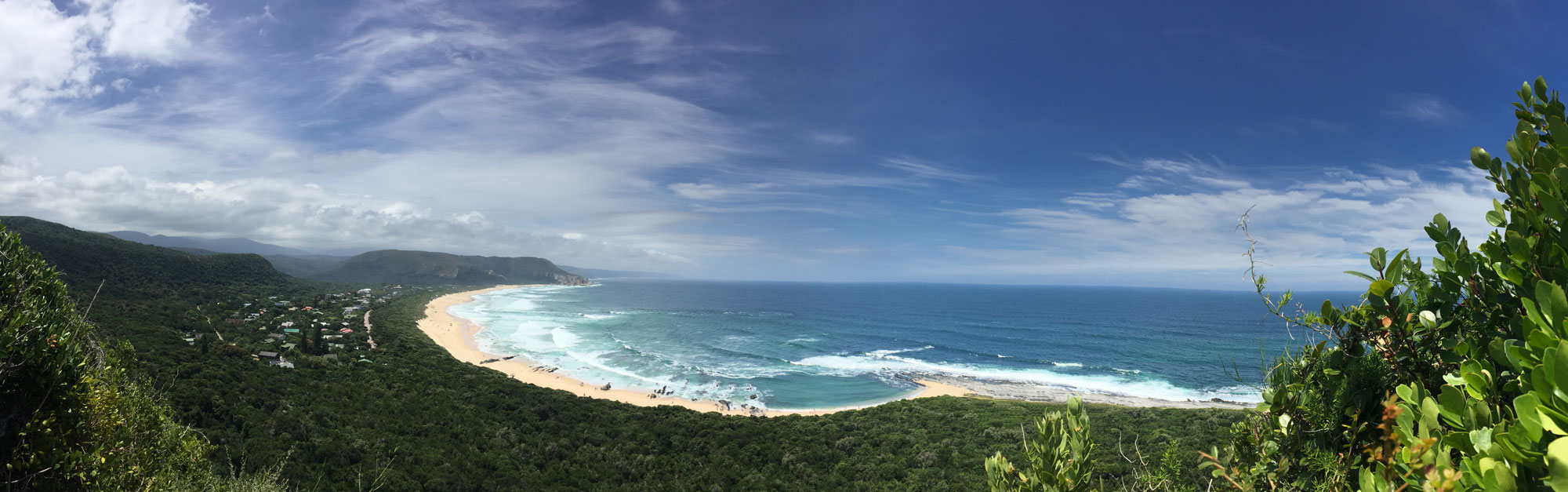
Veduta panoramica di Nature's Valley